# Акберген, Бакдаулет Бахтиярулы
Бакдаулет Бахтиярулы Акберген (каз. Бақдәулет Бақтиярұлы Ақберген; 30 октября 2000, Арыс, Казахстан) — казахстанский футболист, полузащитник.

## Клубная карьера
Футбольную карьеру начинал в 2019 году в составе клуба «Арыс» во второй лиге. 30 октября 2021 года в матче против клуба «Астана» дебютировал в казахстанской Премьер-лиге (1:1), выйдя на замену на 88-й минуте вместо Куаныша Калмуратова.

## Клубная статистика
| Игровая карьера | Игровая карьера | Игровая карьера | Лига | Лига | Кубок | Кубок | Межд. | Межд. | Др. | Др. |
| --------------- | --------------- | --------------- | ---- | ---- | ----- | ----- | ----- | ----- | --- | --- |
| 2019            | Арыс            | В               | 27   | 2    | 3     | 0     | —     | —     | —   | —   |
| 2020            | Арыс            | Б               | 12   | 2    | —     | —     | —     | —     | —   | —   |
| 2021            | Туран           | А               | 1    | 0    | —     | —     | —     | —     | —   | —   |
| 2021            | Туран-М         | В               | 18   | 8    | —     | —     | —     | —     | —   | —   |
| 2022            | Туран           | А               | —    | —    | —     | —     | —     | —     | —   | —   |

## Достижения
«Арыс»
- Серебряный призёр Второй лиги Казахстана: 2019
- Серебряный призёр Первой лиги Казахстана: 2020